# Gymnasium Schloß Neuhaus

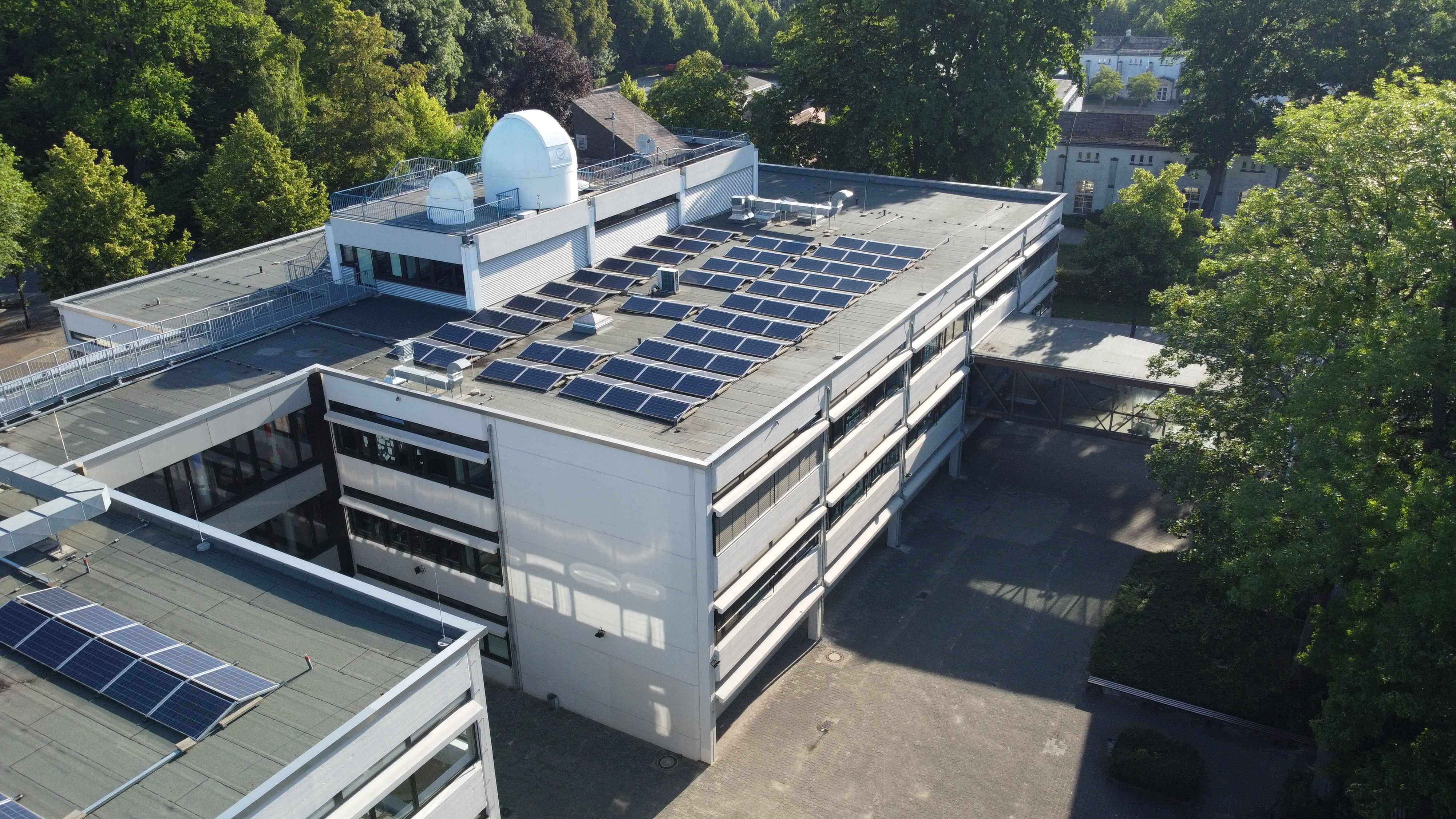
Das GSN aus der Luft

Das Gymnasium Schloß Neuhaus (GSN), ist ein städtisches Gymnasium der Stadt Paderborn. Es befindet sich im Stadtteil Schloß Neuhaus. Es werden zurzeit knapp 1400 Schüler von rund 100 Lehrern und 16 Referendaren unterrichtet.

## Geschichte
Erste Pläne zur Errichtung eines Gymnasiums in Schloß Neuhaus gab es bereits 1963, zwei Jahre darauf wurde der erste Antrag gestellt, der aber vom Kultusministerium aufgrund ungeklärter Punkte abgelehnt wurde. Ein erneuter Antrag, der 1969 gestellt wurde, wurde positiv beschieden. Das Gymnasium Schloß Neuhaus wurde 1972 mit 6 Lehrern und 98 Schülern von der damaligen Gemeinde Schloß Neuhaus gegründet, der Betrieb begann in einigen Räumen des Schlosses Neuhaus sowie in Räumen der heutigen Bonhoefferschule. Zwei Jahre später wurde der erste Teil des neu errichteten Schulgebäudes bezogen. Mit dem Verlust der Selbstständigkeit von Schloß Neuhaus ging die Trägerschaft der Schule 1975 an die Stadt Paderborn über. In den Jahren 1976 und 1980 wurden der zweite und dritte Bauabschnitt der Schule fertiggestellt. Im Jahr 1981 legte die erste Klasse am Gymnasium das Abitur ab. Die Schule befindet sich am Rand des Schlossparks um das Schloss Neuhaus, der anlässlich der im Jahr 1994 stattfindenden Landesgartenschau erneuert wurde. Am 14. Februar 2013 wurde bekannt, dass das Gebäude der Schule kernsaniert werden soll. Dafür wurden auf dem Schulhof der ehemaligen Hauptschule Heinrich Container aufgestellt, in dieser „Ausweichschule“ fand der Unterricht statt. Von der Stadt Paderborn wurden 12,5 Mio. Euro veranschlagt für dieses Projekt. Die Renovierung dauerte insgesamt vier Jahre und wurde 2017 abgeschlossen. Zum Schuljahresende 2017 bezogen die Schüler die renovierten Räume. Vom 13.–15. September 2022 feierte das Gymnasium Schloss Neuhaus sein 50-jähriges Jubiläum mit einer Projektwoche.

## Kooperationspartnerschulen
Das Gymnasium Schloß Neuhaus hat zwölf gymnasiale Kooperationspartnerschulen in Finnland, Frankreich, Irland, Italien, Litauen, den Niederlanden, Nordirland, Polen, Rumänien, Spanien, der Türkei und Ungarn.
Die Schüler der Jahrgangsstufe 9 (seit G8 die Jahrgangsstufe 8) werden im Vorfeld per Zufall einem Land zugewiesen. Alle Schüler reisen dann in der Woche vor den Herbstferien als Gruppe unter Betreuung von zwei Lehrern in das jeweilige Land zu ihrem Austauschpartner. Ein Gegenbesuch findet im Laufe des Jahres statt.
Zudem gibt es noch die Möglichkeit in der Jahrgangsstufe 10 die Partnerstädte Neu-Delhi oder Qingdao mit einem zweiwöchigen Schüleraustausch zu besuchen.

## Schulzeitverkürzung
Das Gymnasium Schloß Neuhaus zählte seit dem Schuljahr 2005 zu den etwa zwanzig ersten Gymnasien Nordrhein-Westfalens, an denen die verkürzte Schulzeit von 12 Jahren erprobt wurde.
Zuvor war es bereits ab 2001 möglich gewesen, mit Unterstützung der Schule die 11. Jahrgangsstufe auszulassen; dies war ein individuelles Angebot an leistungsstarke Schüler.
Seit dem Schuljahr 2012/2013 durchlaufen alle Schülerinnen und Schüler das Gymnasium Schloß Neuhaus in 8 Jahren und absolvieren nach insgesamt 12 Jahren ihr Abitur. Auf Grund dessen wurde die 2. Fremdsprache in der 6. Jahrgangsstufe eingeführt. Jahrgänge die seit 2018 eingeschult werden, durchlaufen die Verkürzung nicht mehr.

## GSN-Awards
Jedes Jahr können die Schüler per Stimmzettel und Internet einen Schüler, der (in ihren Augen) eine besondere Leistung vollbracht hat, vorschlagen. Die Stimmzettel werden dann von der Jury (jeweils zwei Schüler, Lehrer und Eltern) ausgewertet. Diese veröffentlicht dann eine Liste mit Kandidaten in verschiedenen Kategorien (z. B. Zivilcourage und soziales Engagement, Kultur oder Wettbewerbe). Hieraus werden von der Jury die jeweiligen Gewinner gewählt. Diese werden dann in einer feierlichen Gala bekanntgegeben und geehrt.

## Auszeichnungen
- MINT-EC

Im Sommer 2018 wurde das Gymnasium in das nationale Exzellenznetzwerk MINT-EC aufgenommen. Schülerinnen und Schüler erhalten dadurch Zugang zu spezifischen Veranstaltungen mit Unternehmen und Forschungseinrichtungen im Rahmen der MINT-Bildung. Außerdem kann das hochwertige MINT-EC-Zertifikat erworben werden.
- Deutscher Schulpreis 2008

Am 10. Dezember 2008 wurde das Gymnasium Schloß Neuhaus im Rahmen des Deutschen Schulpreises als eine von sieben Preisträger-Schulen ausgezeichnet.
- Europaschule in NRW

Im Oktober 2007 erhielt der Schulleiter Bernhard Gödde aus der Hand der Schulministerin Barbara Sommer die Urkunde, mit der dem Gymnasium Schloß Neuhaus nach einem vom Land konzipierten kriterienorientierten Zertifizierungsverfahren der Titel „Europaschule in NRW“ verliehen wurde.
- Gütesiegel individuelle Förderung

Am 13. Oktober 2007 erhielt das Gymnasium Schloß Neuhaus die Auszeichnung „Gütesiegel individuelle Förderung“. Die individuelle Förderung von Schülern ist eine der zentralen Säulen der Schulpolitik in Nordrhein-Westfalen und wird im Schulprogramm des Gymnasiums Schloß Neuhaus schon seit Jahren in zahlreichen Unterrichtsveranstaltungen und Projekten umgesetzt, wie z. B. der Hausaufgabenbetreuung am Nachmittag, verschiedenen Werkstattkursen, zahlreichen Arbeitsgemeinschaften und Zusatzqualifikationskursen.
- GLOBE Germany Schule 2007

Das Gymnasium Schloß Neuhaus wurde am 17. November 2007 von der Jury des Globe-Germany-Programms als Globe-Germany-Schule des Jahres 2007 ausgezeichnet. Unter der Leitung von Studienrätin Anna Heyne-Mudrich arbeiten seit Jahren Schüler innerhalb des GLOBE-Programms auf verschiedensten Gebieten: systematische Wetterbeobachtung, Wetterdatenerhebung mittels eigener elektronischer Messsysteme und regelmäßige Dokumentationen für den Wolkenbeobachtungssatelliten „CloudSat“ der NASA.
- Schach

Die seit 2002 bestehende Schach-AG konnte 2002 Meister auf Regierungsbezirksebene und nordrhein-westfälischer Vizemeister werden. Im Schuljahr 2003/2004 wurde sie nordrhein-westfälischer Meister. Bei den Deutschen Meisterschaften erreichte sie 2003 den 5. Platz. Das Gymnasium Schloß Neuhaus errang 2006 mit der Mannschaft der Schach-AG in der Wettkampfklasse 3 (Teilnehmern, die nach 1991 geboren sind) die deutsche Meisterschaft als Mannschaft. Diese bestand aus den Spielern Max Neukötter (Brett 1), Marc Dorenkamp (Brett 2), Philip Georgi (Brett 3), Marko Nonhoff (Brett 4) und Moritz Neukötter (Ersatzspieler).
- Technik

2001 konnten zwei Schüler des Gymnasiums den ersten Preis im Fach Technik beim Bundesentscheid von Jugend forscht erreichen.

## Schulwandertage
Unter dem Motto GSN goes ... veranstaltet das Gymnasium Schloß Nauhaus in unregelmäßigen Abständen einen schulweiten Wandertag,
an dem die gesamte Schule für ein bis zwei Tage ein gemeinsames Ziel ansteuert.
Zuerst wurde am 26. November 2007 die Autostadt Wolfsburg besucht. Im Jahr 2010 folgte eine Fahrt ins Ruhrgebiet, wobei die einzelnen Jahrgangsstufen unterschiedliche Ziele besichtigten. Zum Abschluss trafen sich alle Schüler in dem Fußballstadion Arena auf Schalke. Der bisher größten Ausflug fand 2014 statt, als etwa 1400 Schüler, 125 Lehrer sowie 80 Eltern zwei Tage in Berlin verbrachten.